# Nymphon chaetochir
Nymphon chaetochir is een zeespin uit de familie Nymphonidae. De soort behoort tot het geslacht Nymphon. Nymphon chaetochir werd in 1971 voor het eerst wetenschappelijk beschreven door Utinomi. 